# Janny Zonderland
Janny Zonderland (14 maart 1972) is een voormalig Nederlands langebaanschaatsster en marathonschaatsster uit Sint Nicolaasga. 
Ze liet zich al in 1983 zien met een derde plaats tijdens een wedstrijd van pupillen in Thialf.
Tussen 1991 en 1994 nam ze deel aan de NK Afstanden, afwisselend op de 500 en 1000 meter. 

## Records

### Persoonlijke records[5]
| Afstand    | Tijd    | Datum            | Baan       |
| ---------- | ------- | ---------------- | ---------- |
| 500 meter  | 43,09   | 16 februari 1991 | Heerenveen |
| 1000 meter | 1.26,91 | 24 februari 1991 | Heerenveen |
| 1500 meter | 2.15,51 | 9 november 1992  | Heerenveen |
| 3000 meter | 4.42,33 | 6 februari 1999  | Heerenveen |
| 5000 meter | 8.16,48 | 13 maart 1991    | Heerenveen |